# Laura Julia Fiquet
Ne doit pas être confondu avec Julia (chanteuse).
Pour les articles homonymes, voir Fiquet.
Laura Julia Fiquet, née le 24 février 1985 à Caen (Calvados) est une militante associative dans le domaine des aidants familiaux et entrepreneure française.

## Biographie

### Situation personnelle
Lors de son accouchement, son fils souffre d'une anoxie à la naissance. Il est ensuite diagnostiqué autiste syndromique. Laura Julia Fiquet passe les trois années suivantes à accompagner son fils au travers son parcours de soins et de rééducation fonctionnelle. Elle se met à la recherche de conseils de mères d'enfants handicapés expérimentées et ne trouve aucun lieu propice. Fin 2011, elle crée sur Facebook un premier réseau consacré à l'anoxie cérébrale de l'enfant. Elle crée ensuite un second réseau qu'elle structure en créant le 22 juillet 2014 l'association « Union des mamans d'enfants handicapés » (UMEH),,.
En juin 2016, elle porte plainte contre le ministère de l’Éducation nationale pour discrimination après que son enfant a été tenu à l'écart de la sortie scolaire de fin d'année au zoo,.
Quelques semaines plus tard elle reçoit un courrier des services sociaux l'informant que son droit au RSA sera supprimé le mois suivant si elle ne prouve pas sa recherche d'emploi. Son enfant étant scolarisé une heure par jour elle rédige ironiquement une annonce de recherche d'emploi d'une durée de 25 minutes quotidienne. Elle est interviewée par RTL et dénonce le fait que la situation d'aidant familial ne fasse pas l'objet d'un statut reconnu et encadré juridiquement.
À quelques jours de la rentrée des classes 2016, alors qu'elle est à nouveau sans nouvelle de l'administration concernant l'attribution d'une auxiliaire de vie scolaire (AVS), elle réalise un témoignage vidéo sur l'inclusion des élèves handicapés en milieu scolaire qu'elle poste sur Youtube. À la fin de l'enregistrement, elle invite Najat Vallaud-Belkacem, ministre de l’Éducation Nationale, à venir à la rentrée de son fils constater par elle-même l'absence de l'AVS. Elle invite aussi Myriam El Khomri, ministre du Travail, à un « Apéro Entrepreneur » pour s'entretenir sur la situation professionnelle des aidantes familiales et elle invite Laurence Rossignol, ministre du Droit des Femmes, à la prochaine assemblée générale de l'Union des mamans d'enfants handicapés pour évoquer la précarité sociale des aidantes familiales. La vidéo est largement relayée sur Facebook et fait l'objet de nombreux articles dans la presse nationale,,,,,,.
Le 31 août 2016, la ministre Najat Vallaud-Belkacem est interviewée en direct sur RTL par Élizabeth Martichoux et interrogée sur l'invitation lancée par Laura Julia Fiquet. La ministre annonce sa venue et quelques instants plus tard, l'inspection académique du Calvados annonce à Laura Julia Fiquet que son fils aura une auxiliaire de vie scolaire (AVS) dès le jour de la rentrée.
Sa vidéo a incité de nombreuses mères à elles aussi enregistrer leurs témoignages d'exclusion et à les diffuser sur les réseaux sociaux ,,.
En mars 2017, elle profite de l'évènement sportif du D-Day Race, course d'endurance à obstacles qui a lieu annuellement à Juno Beach, pour en faire le parcours du combattant des aidantes familiales : elle y dénonce le manque de prise en charge des enfants handicapés, les délais administratifs interminables et la précarité sociale. Elle demande la création du délit d'entrave à l'accès à l'éducation,. 
Après avoir réclamé une meilleure prise en charge des enfants en situation de handicap dans les écoles, Laura-Julia Fiquet interpelle le gouvernement sur la question de la difficulté de leurs parents à trouver un emploi. 
Elle lance la dynamique entrepreneuriale novatrice que l'aidant peut entreprendre sur Internet depuis son domicile tout en étant disponible à tout moment pour son proche handicapé. Elle présente l'idée qu'un aidant présent est aussi un aidant compétent. Elle crée en 2016 le « réseau des aidants familiaux entrepreneurs » et y réunit plus de 500 personnes (98 % de femmes) dont une vingtaine d'entreprises,,. Le 29 septembre 2017, elle expose la dynamique du « réseau des aidants familiaux entrepreneurs » et ses enjeux sur la scène du salon Handinum à Dunkerque.

### Carrière entrepreneuriale
Laura Julia Fiquet porte en 2016 le projet de créer le premier site consacré à l'univers de la lingerie française. Elle présente son projet au concours du Formidable E-Commerçant et termine deuxième de la catégorie Formidable Projet,.
Depuis 2017, elle développe le projet « La Jarretière Française », première marque de jarretières fabriquées en France en dentelle de Calais-Caudry. Elle finance une partie du projet grâce à une campagne de crowdfunding,,,.

### Parcours politique
Elle est la suppléante de Jérome Hommais, candidat du Cap21 aux élections législatives de 2017 dans la deuxième circonscription du Calvados,,,. Ils terminent en septième place sur seize candidats.

## Pour approfondir